# Jean-Patrick Lesobre

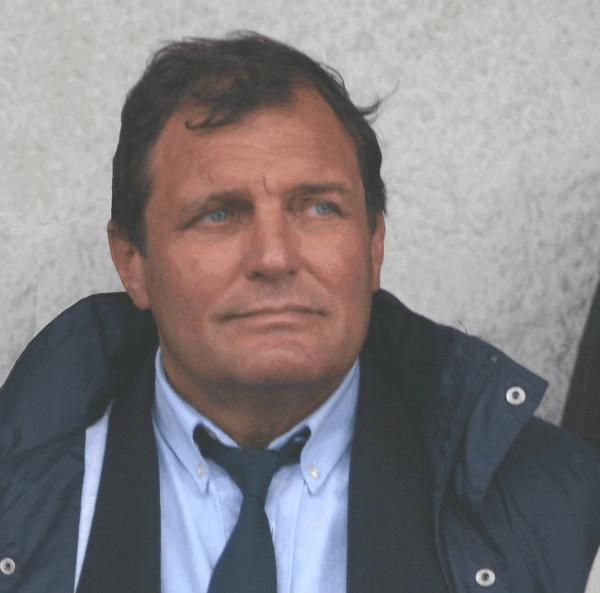
Foto Jean-Patrick Lesobre antigo jogador francês de rugby.

Jean-Patrick Lesobre (Rabat, 9 de Julho de 1953) é um antigo jogador francês de rugby.
Aos 16 anos, integra a equipa do Rugby Clube de Vincennes (segunda divisão), aos postos de três quartos centro, ou três quartos asa. Detém o recorde de ensaios marcados (19) em campeonato da França, durante a temporada 1975. É ao posto de três quartos asa que participará dos emblemáticos Paris c/c Londres, Paris c/c Costa Basca, e jogará em selecção de Ile-de-France, e equipa da França universitária.
Com 82 kg pour 1,80 m, torna-se capitão do R.C.V., jogando terceira linha asa, seguidamente talonneur. É neste posto que põe um termo à sua carreira de jogador de nacional, em 1980, no Stade Charléty (R.C.F. c/c P.U.C.).
Quatro anos antes, torna-se a 28 anos líder federal sob o comando de Albert ferre. Seguidamente, junta-se a Bernard Lapasset ao CIFR, como líder regional, continuando ao mesmo tempo a jogar no Racing club de France, onde fica igualmente dirigente do clube, seguidamente instrutor.
Evoluiu essencialmente no Racing club de France, mas igualmente Sociedad Hebraica (Argentina), Castres olympique (licença militar), Rugby clube de Vincennes, Hawïa RFC, Archiballs Costa Basca, e R.C.M.A.S.M.
Em 2011 era presidente da Associação Racing club de France.
Participa nos jogos “do Antigos os Internacionais”, em benefício de obras caritativas, com seus companheiros das linhas traseiras do Showbizz : Gérald Martinez, Jean-Baptiste Lafond, Franck Mesnel, Denis Charvet, Yvon Rousset, mais aussi Michel Tachdjian, Jean-Pierre Genet, Laurent Benezech, et Laurent Cabannes.

## Carreira
- Racing Club de France
- A. Sociedad Hebraica (Mercedes)  Argentina
- Archiballs Côte Basque
- Hawaï RFC
- Castres Olympique
- Rugby Club de Vincennes

## Palmarès
- Champion de France Nale B en 1982.
- Vice-champion de France Nale B en 1980.